# 前海湾駅
前海湾駅（ぜんかいわん-えき）は中華人民共和国深圳市南山区に位置する深圳地下鉄1号線、5号線及び11号線の駅。

## 駅構造

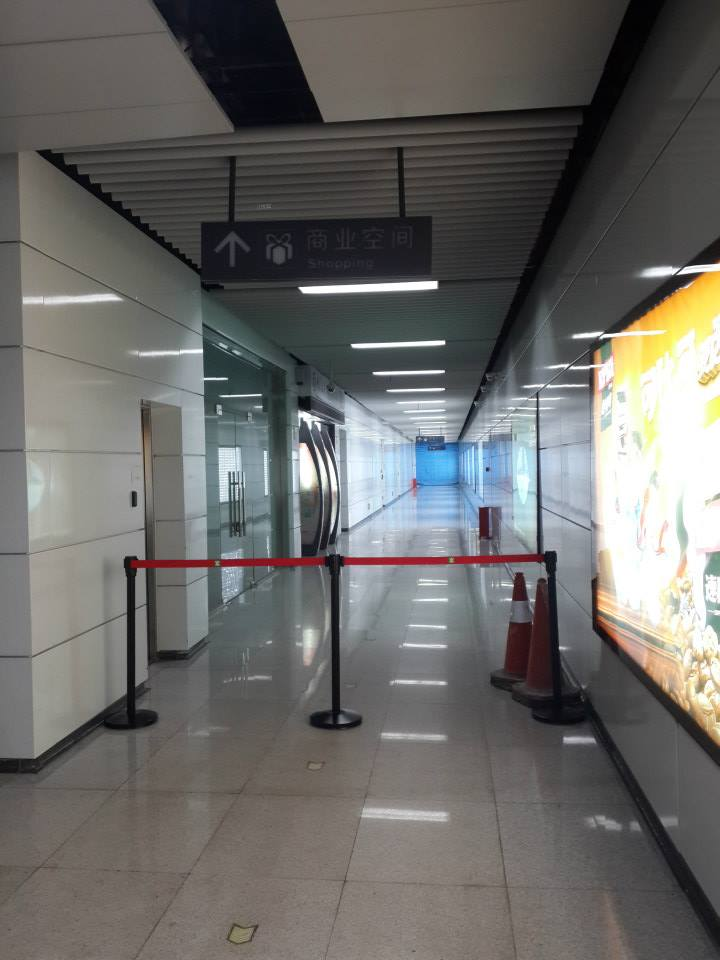
連絡通路

### 1号線(羅宝線)
島式ホーム1面2線を有する地下駅。ホームドアを設置。

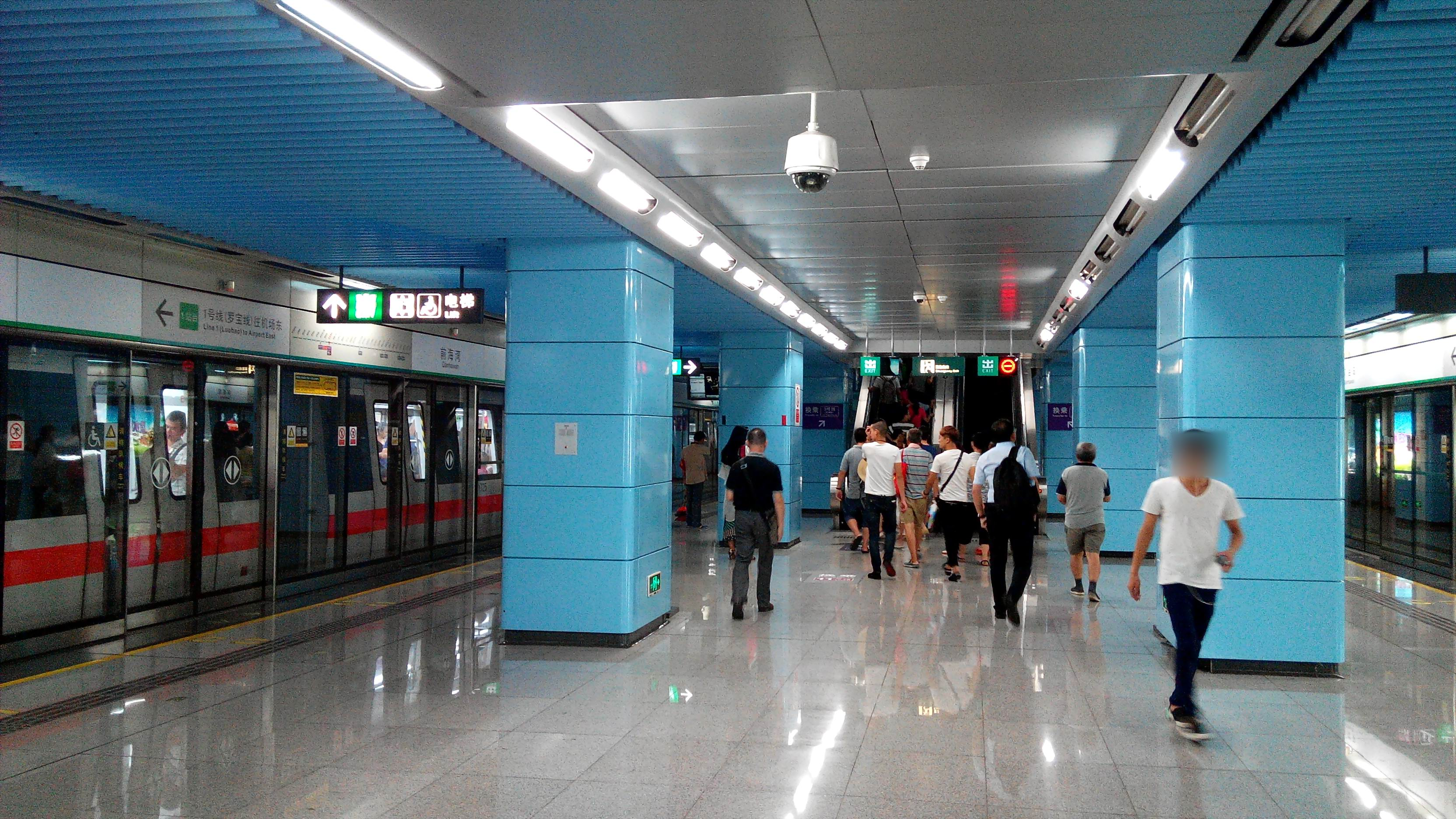
1号線ホーム

| 1号線ホーム (B2F) | ←■1号線 機場東方面 |
| 1号線ホーム (B2F) | 島式ホーム         |
| 1号線ホーム (B2F) | ■1号線 羅湖方面→   |

### 5号線(環中線)

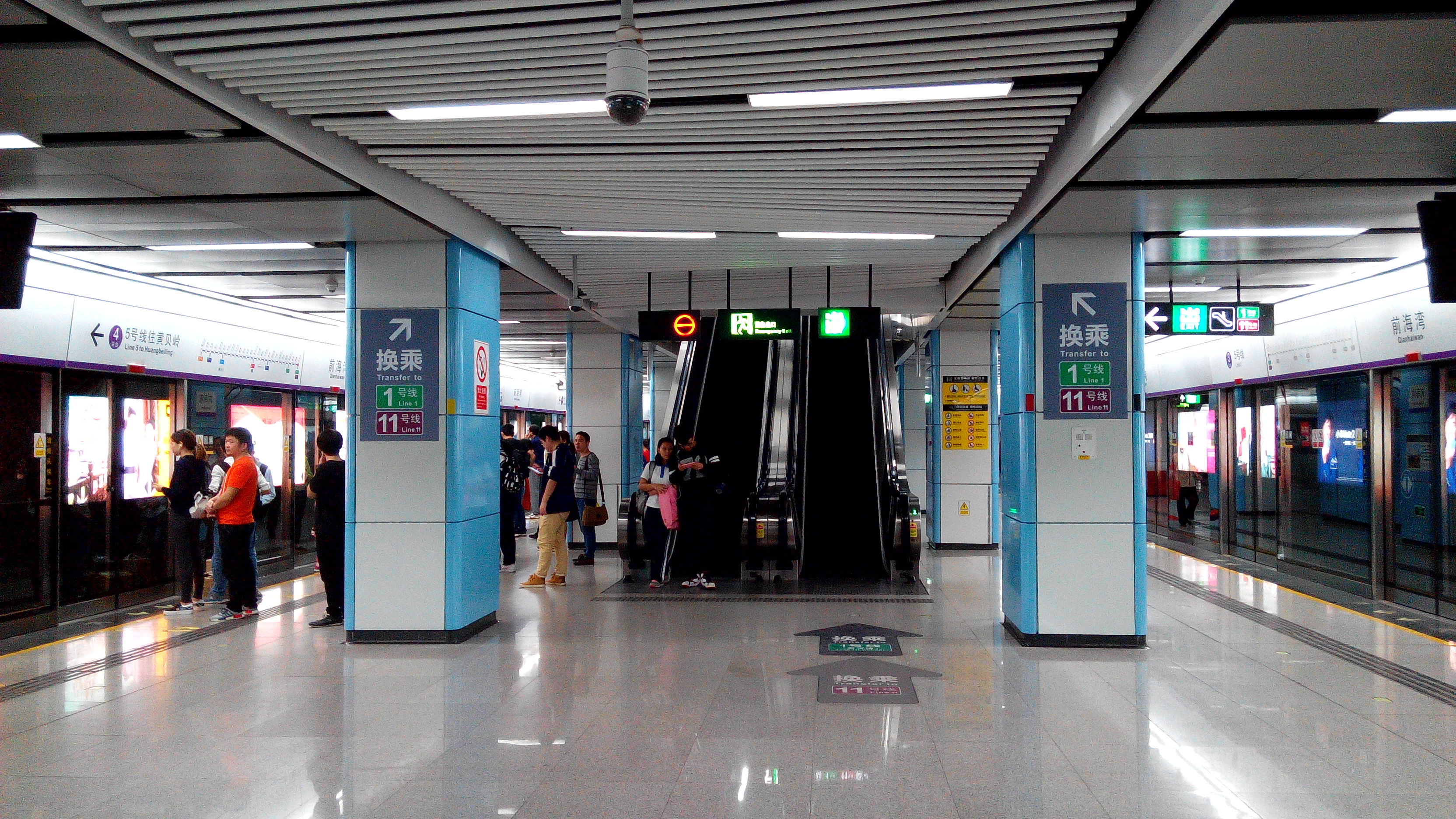
5号線ホーム

### 11号線(機場線)

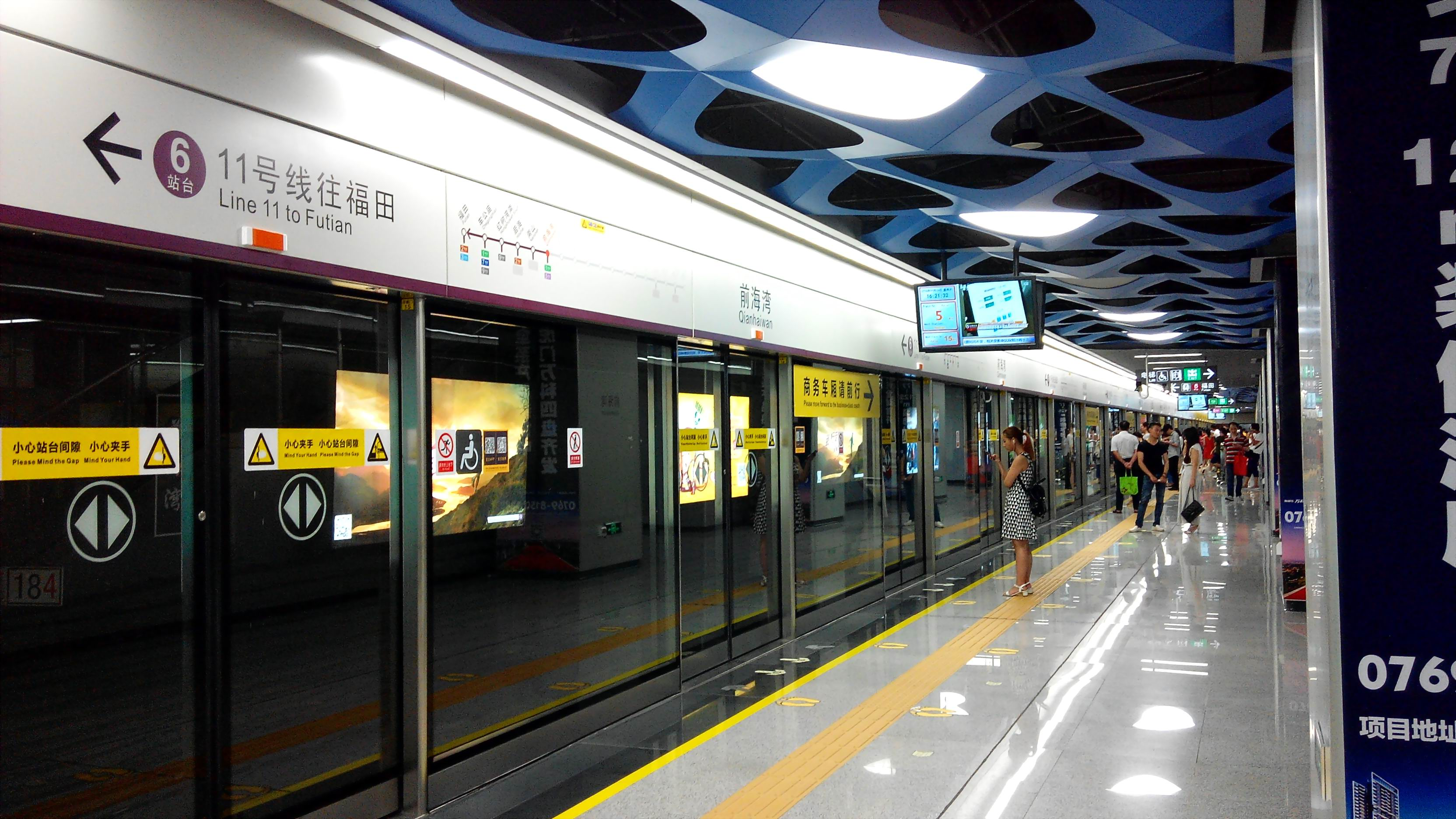
11号線ホーム

## 歴史
- 2011年6月15日 - 1号線の駅として開業。
- 2011年6月22日 - 5号線が開業する。

## 隣の駅
深圳地下鉄
■1号線
新安駅 - 前海湾駅 - 鯉魚門駅
■5号線
桂湾駅 - 前海湾駅 - 臨海駅
■11号線
宝安駅 - 前海湾駅 - 南山駅